# تشارلي فوساري
تشارلي فوساري (بالإيطالية: Charley Fusari)‏ مواليد 20 أغسطس 1924 في ألكامو - الوفاة 04 نوفمبر 1985، كان ملاكم محترف إيطالي صنّف ضمن فئة وزن الوسط. لم يخسر خلال الـ 45 نزالا الأولى التي خاضها. نافس شوجار ري روبنسون على لقب بطولة العالم لكنه خسر أمامه.

## إحصائيات
خاض خلال مسيرته 78 نزالا، فاز في 65 وتعادل في 1 وخسر في 12. فاز بالضربة القاضية في 38 نزالا.

## روابط خارجية
- تشارلي فوساري على موقع بوكس ريك (الإنجليزية) (registration required)